# Sarconeurum glaciale
Sarconeurum glaciale är en bladmossart som beskrevs av Jules Cardot och Niels Bryhn 1907. Sarconeurum glaciale ingår i släktet Sarconeurum och familjen Pottiaceae. Inga underarter finns listade i Catalogue of Life.